# Лі Кин Хак
Лі Кин Хак (кор. 리근학, нар. 7 липня 1940) — північнокорейський футболіст, що грав на позиції воротаря.
Виступав, зокрема, за клуб «Моранбонг», а також національну збірну Північної Кореї. Учасник чемпіонату світу з футболу 1966 року, проте у матчах збірної на поле не виходив.